# Jack Walker (hockey sur glace)
Pour les articles homonymes, voir Jack Walker et Walker.
Temple de la renommée : 1960
John Philip Walker, dit Jack Walker, (né le 29 novembre 1888 à Silver Mountain, dans la province de l'Ontario, au Canada – mort le 16 février 1950 à Seattle aux États-Unis) est un joueur professionnel canadien de hockey sur glace qui évoluait au poste d'attaquant,.

## Trophées et honneurs personnels
- 1914 : remporte la Coupe Stanley avec les Blueshirts de Toronto de l'ANH
- 1917 : remporte la Coupe Stanley avec les Metropolitans de Seattle de la PCHA
- 1925 : remporte la Coupe Stanley avec les Cougars de Victoria de la WCHL